# Luciola owadai
Luciola owadai là một loài bọ cánh cứng trong họ Đom đóm (Lampyridae). Loài này được Satô & Kimura miêu tả khoa học năm 1994.